# 中卫山羊
中卫山羊是一种裘皮用山羊品种，也是世界上唯一生产白色裘皮的山羊品种。
中卫山羊是中国稀有珍贵的裘皮山羊品种，2000年被列入国家级畜禽遗传资源品种保护名录。宁夏中卫香山地区是其核心产区，裘皮品质最佳。

## 地理分布
主要分布于宁夏回族自治区中卫香山地区和其毗邻的中宁、同心、海原县以及甘肃省靖远、景泰、内蒙古阿拉善左旗等地的荒漠草原或干旱草原上。该区位于东经104。～106。，北纬36。～38。，面积约为12480km2，地形复杂，地势高峻，山峦起伏，沟壑纵横，海拔1300～2000m。

## 裘皮
中卫山羊的代表性产品是羔羊生后1月龄左右，毛长达到7.5厘米左右时宰杀剥取的毛皮，因用手捻摸毛股时有粗糙的感觉，故又称为“沙毛裘皮”。
其裘皮的被毛呈毛股结构，毛股上有3-4个波浪形弯曲，最多可有6-7个。毛股紧实，花色艳丽。裘皮皮板面积1360-3392平方厘米。适时屠宰得到的裘皮，具有美观、轻便、结实、保暖和不擀毡等特点。

## 保护和繁殖
宁夏中卫山羊选育场始建于1956年，是一个国家级保种场，从事中卫山羊保种选育工作的种质资源场。

## 文献记载
中卫山羊在16世纪初已经被记载于方志，成为地方贡品。
明朝《弘治宁夏新志》：“香山之羊皮，夏朔之稻米，灵武之盐巴，宁安之枸杞。”
清乾隆四十五年（公元1780年）刻印的《乾隆宁夏府志》：“其物产最著者……宁安之枸杞、香山之羊皮，中卫近又以酒称。”